# 마시아카사우루스
마시아카사우루스(Masiakasaurus)는 중생대 백악기 후기(약 8,500만년 전~7,500만년 전)에 서식한 2족보행의 육식 공룡이다. 화석은 마다가스카르에서 발견되었다. 학명은 "사악한 도마뱀"이라는 뜻을 갖고 있다. 전체 몸 길이는 약 2m, 체중은 20kg 정도 나갔을 것으로 추정된다. 날카로운 아래턱의 끝 부분이 아래로 휘어진 채로 처져 있고, 앞니가 앞으로 돌출되어 있다. 어금니는 다른 육식 공룡과 같은 형태이고, 주로 물고기를 먹었을 것으로 추측된다. 종명에 재미있는 이야기가 있는데, 당시 발굴을 하러 마다가스카르에 간 인원중 밴드 다이어 스트레이트의 팬이 있었다 한다. 그래서 다이어 스트레이트의 노래를 들으며 발굴하던중 화석이 나왔고, 그로 인해 종명에 리더 마크 노플러의 이름이 들어가게 되었다. 다만 속명의 뜻이나 생김새등으로 인해 안좋은 이야기가 나오게 되자, 마크 노플러는 ”네 이름이 공룡 이름에 들어간건 좋은데, 내가 나쁜 놈이 아닌건만 알아달라“라며 얘기하기도 했다.